# Kelowna Rockets
Kelowna Rockets – juniorska drużyna hokejowa grająca w WHL w dywizji B.C. konferencji zachodniej. Drużyna ma swoją siedzibę w Kelowna w Kanadzie.
- Rok założenia: 1995–1996
- Barwy: czerwono-turkusowo-czarne
- Trener: Jeff Truitt
- Manager: Bruce Hamilton
- Hala: Prospera Place

## Osiągnięcia
- Scotty Munro Memorial Trophy: 2003, 2004, 2014
- Ed Chynoweth Cup: 2003, 2005, 2009, 2015
- Memorial Cup: 2004
- Finał Memorial Cup: 2015